# Run the World (Girls)
"Run the World (Girls)" là một bài hát của nữ ca sĩ kiêm sáng tác nhạc người Mỹ Beyoncé Knowles. Bài hát này được viết bởi Terius "The-Dream" Nash, Knowles, Nick "Afrojack" van de Wall, Wesley "Diplo" Pentz, David "Switch" Taylor, và Adidja Palmer và được sản xuất bởi Switch, Knowles và Shea Taylor. Một bản thu thử của bài hát mang tên "Girls (Who Run the World)", đã bị rò rỉ trên mạng vào ngày 18 tháng 4 năm 2011. Sau đó, bài hát được đổi tên lại thành "Run the World (Girls)" và phát hành chính thức vào ngày 21 tháng 4 năm 2011 với tư cách là đĩa đơn đầu tiên trích từ album phòng thu thứ tư của cô 4 (2011).
Bài hát chủ yếu sử dụng mẫu nhạc của "Pon de Floor" được trình bày bởi Major Lazer, cùng thể loại alternative hip hop-dancehall, hòa với giọng Pop-R&B của Knowles. Tựa đề và lời nhạc của bài hát là một lời nhắn gửi khao khát làm chủ thế giới của phái nữ trong cuộc sống. "Run the World (Girls)" nhận được những ý kiến trái ngược khác nhau của các nhà phê bình âm nhạc. Họ chủ yếu khen ngợi phần mẫu nhạc của bài hát và sự tấn công của Knowles trong khi đó một nhà phê bình chỉ trích hướng đi của thể loại bài hát. Một vài người đã so sánh bài hát với những bản nhạc "nữ quyền" trước của cô như "Independent Women" (2000), "Single Ladies (Put a Ring on It)" (2008), và "Diva" (2009), và cho rằng "Run the World (Girls)" có hướng đi rõ ràng và có sự mạnh mẽ, quyết đoán hơn về nữ quyền.
Đĩa đơn này chỉ giành vị trí 29 trên bảng xếp hạng Billboard Hot 100 tại Mỹ. Nhưng lại được quảng bá khá rộng rãi tại Châu Đại Dương và một số vùng châu Âu, xuất hiện trong tốp 10 tại Úc, Bỉ, Nhật Bản, Hà Lan, New Zealand, Na Uy, Scotland, và Hàn Quốc. "Run the World" đồng thời còn nằm trong tốp 20 tại Canada, Pháp, Ireland, Ý và Vương Quốc Anh. Video ca nhạc của bài hát được đạo diễn bởi Francis Lawrence và quay tại California hơn ba ngày, nhận được rất nhiều đánh giá tích cực từ những nhà phê bình, chủ yếu khẳng định cách mạng vũ đạo của cô và khen ngợi phần kỹ thuật vũ đạo đầu tư kỹ lưỡng cho video.
Knowles sau đó đã quảng bá bài hát tại một vài chương trình nổi tiếng, nổi bật nhất là màn trình diễn của cô tại giải Billboard Music Awards 2011 và chương trình X Factor tại Pháp. Màn trình diễn tại giải Âm nhạc của Billboard nhận rất nhiều khen ngợi, nhưng gây ra một số tranh cãi liên quan đến phần nội dung tương tự như màn trình diễn của ca sĩ nhạc pop người Ý Lorella Cuccarini vào tháng 2 năm 2010 ở Sanremo Music Festival lần thứ 60, tổ chức tại Ý. "Run the World" sau đó đã được sử dụng để đánh thức đội tàu phi vụ cuối cùng của Tàu con thoi Atlantis Hoa Kỳ và được dành tặng cho Chuyên gia Khoa học Sandra Magnus.

## Bối cảnh và thực hiện

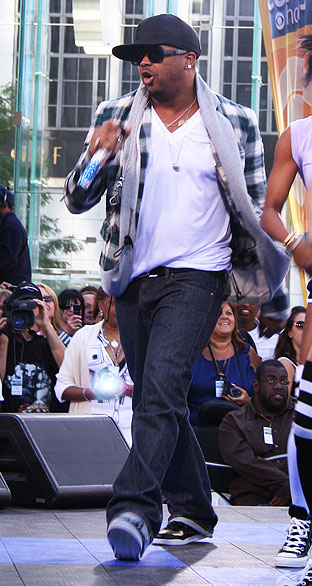
The-Dream, đồng tác giả của "Run the World."

Trong một buổi phỏng vấn với The Capital FM Network vào đầu tháng 3 năm 2011, Shea Taylor đã xác nhận rằng đĩa đơn đầu tiên của album 4 "sẽ rất lớn và sẽ được ra mắt vào tháng 4". "Run the World" được viết bởi Terius Nash, Knowles, Nick van de Wall, Thomas Wesley Pentz, Dave Taylor, và Adidja Palmer. Switch, The-Dream, Knowles và Taylor đã sản xuất bài hát. "Run the World" được thu âm bởi DJ Swivel và Pat Thrall tại phòng thu MSR, thành phố New York, và được phối bởi Serban Ghenea tại phòng thu MixStar, Bãi biển Virginia. Trước đó, bài hát đã bị đồn sẽ lấy tên là "Girls (Who Run the World)". Vào ngày 14 tháng 4 năm 2011, hai đoạn nhạc của bài hát đã bị rò rĩ trên mạng trong khi đó toàn bộ bản thu thử bị rò rĩ trực tuyến vào ngày 18 tháng 4 năm 2011.
Sau khi được trao hạng mục Thiên Niên Kỷ tại lễ trao giải Billboard Music Awards 2011 của tạp chí Billboard vào đầu tháng 5 năm 2011, dựa trên những đóng góp to lớn của cô trong sự nghiệp ca hát của mình, Knowles đã được tạp chí âm nhạc này phỏng vấn về sự nghiệp của mình và album sắp phát hành của cô. Khi phóng viên hỏi về sự liều lĩnh của mình khi phát hành "Run the World", Knowles đã trả lời:

Chắc hẳn đây phải nguy hiểm hơn những gì... đơn giản. Tôi đã nghe bài hát và yêu sự khác biệt của nó: tôi cảm nhận một chút không khí châu Phi, một chút nhạc điện tử và sự hiện đại. Nó chính là những gì mà tôi yêu thích, hòa những thể loại âm nhạc của các dân tộc và những thứ không đi đôi với nhau để có thể tạo nên một loại âm nhạc mới. Chắc chắn nó sẽ không thể nào an toàn được; Nhưng tôi sẽ luôn cố gắng và xóa bỏ những rào cản để khi tôi hoàn thành một bài hát, tôi sẽ lên một cấp độ cao hơn. Và những cấp độ đó chính là những gì đã mang tôi đến đỉnh cao như hôm nay.

Từ ngày 16 tháng 6 đến 27 tháng 6 năm 2011, từng bài hát trong 4 đã xuất hiện trên trang chính của Knowles và cô đã cho phép khán giả nghe miễn phí, kèm theo đó là một hình ảnh mới từ album và những chia sẻ về bài hát ấy. Vào ngày 27 tháng 6 năm 2011, "Run the World (Girls)" chính là bài hát cuối cùng được chọn. Knowles đã chia sẻ về ý tưởng phát triển bài hát của mình: "Tôi đã cố gắng viết những bài hát thể hiện điều xuất sắc của chúng ta và giữ chúng ta gần nhau hơn. Tôi đã nghĩ đến việc những người phụ nữ muốn lên tiếng nhưng đôi khi họ không đủ tự tin để cất tiếng. Vì thế tôi sẽ tiếp tục viết những bài hát mang đến sức mạnh cho người phụ nữ."

## Phát hành và ảnh bìa
Vì bài hát đã bị rò rĩ trên mạng nên việc phát hành "Run the World (Girls)" phải dời phát hành ngày sớm hơn dự kiến ban đầu. Bài hát được phát sóng lần đầu tiên trên sóng phát thanh tại Mỹ vào ngày 21 tháng 4 năm 2011 vào 8 giờ sáng theo Giờ chuẩn miền Đông và được phát hành dạng Tải kĩ thuật số trên các cửa hàng của iTunes khắp thế giới vào cùng ngày. Theo thông tin của một số các bài viết, bản bị rò rĩ đã được iTunes tặng miễn phí vài giờ đồng hồ trước khi phát hành bài hát chính thức. Bản miễn phí này được tải về nhờ một dịch vụ trung gian là Concrete Loop. "Run the World (Girls)" sau đó xuất hiện trên các đài phát thanh toàn quốc, những đài phát thanh thành phố và những đài phát thanh nhạc trẻ của thành phố vào ngày 26 tháng 4 năm 2011. Theo MTV News, "Run the World (Girls)" nhận được rất nhiều đánh giá tích cực từ trang Twitter của những người hâm mộ Knowles.
Ảnh bìa của "Run the World (Girls)" ra mắt vào ngày 20 tháng 4 năm 2011, một ngày trước khi phát hành bài hát. Trong bìa, Knowles giơ cao tay lên và đứng trên một bãi cát trong một chiếc đầm vàng được xẻ đến hông của Emilio Pucci cùng đôi bốt màu đen. Tờ Los Angeles Times cho rằng ảnh bìa "như một chiến trường, Beyoncé đứng đó với chiếc đầm vàng giơ cao lá cờ đỏ với chữ 'B' màu đen." Hình ảnh này được chụp vào ngày 14 tháng 4 năm 2011. Tray Hova của Vibe nhận xét Knowles trong bìa đĩa là "quá rực rỡ" và sau đó nói thêm "Không ai có thể phá hủy khoảnh khắc này của Bey." Tương tự, Eleanor Young của Marie Claire đã mô tả ảnh bìa với từ "nóng hổi". Ray Rogers của Billboard nhận xét Knowles "rõ ràng đã dùng tư thế chụp ảnh để gửi đến một thông điệp về nữ quyền" khi cô giơ tay cao lên trời trong ảnh bìa. Trong khi đó, Becky Bain của Idolator cho ảnh bìa này một phản hồi tiêu cực, mô tả ảnh bìa "khá thất vọng". Cô nói thêm rằng với một bài hát "Mạnh mẽ, quyết đoán, với giai điệu club sôi động" như Run the World (Girls)", cô mong muốn một điều gì đó hơn cả tư thế của Knowles trong tấm bìa này và cô khá thắc mắc về địa điểm mà Beyoncé đang đứng khi hỏi: "Cô ấy đang ở nơi quái nào thế? Dưới tàu điện ngầm? Một bãi biển?". Sau đó, Bain vẫn khen ngợi cô về việc chọn đôi bốt đen của cô "...rất nghiêm túc".

## Sáng tác
"Run the World" là một bài hát mang thể loại R&B-Pop. Jocelyn Vena của MTV News mô tả bài hát là một bản "nhạc club sôi động" hoặc là một bài hát "về nữ quyền", giống như các đĩa đơn trước của Knowles như "Independent Women" (2000) cùng nhóm Destiny's Child và "Single Ladies (Put a Ring on It)" (2008). Shea Taylor phát biểu rằng bài hát nghiêng về Pop hơn R&B như những bài hát mạnh mẽ của Michael Jackson. "Run the World (Girls)" đồng thời cũng có giai điệu dancehall kèm theo như bài hát trước của cô "Get Me Bodied" (2007). Bài hát với nội dung có "sức mạnh nồng cháy" mang chút giai điệu go-go trong giọng hát và được kết hợp với nhạc nền của bài hát nhạc nhảy nổi tiếng "Pon de Floor" trình bày bởi Major Lazer và Vybz Kartel. Bài hát chủ yếu sử dụng nhịp điện tử khá mạnh cùng tiếng trống lớn giúp nâng giọng của Knowles mạnh hơn. "Run the World (Girls)" còn mang thêm âm hưởng của nền âm nhạc Châu Phi được thể hiện trong bài hát qua những nhịp trống mạnh mẽ. Một vài các nhà phê bình âm nhạc, bao gồm cả Kathy McCabe của tờ The Daily Telegraph đều thích chuỗi bài hát về nữ quyền của cô gồm "Run the World", "Single Ladies" và "Diva" (2009). Additionally Johnston Breihan của The Village Voice cho rằng bài hát có ảnh hưởng từ âm nhạc của trường trung học tại Mỹ với những nhịp điệu của cổ động viên khi hét vang lên "Girls" trong bài hát.

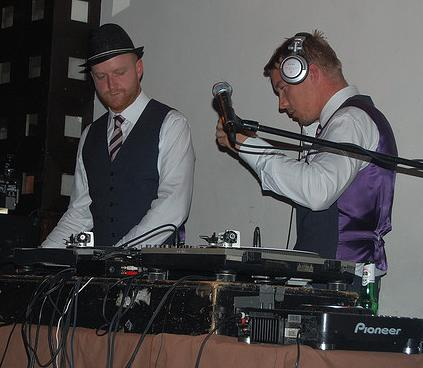
Major Lazer, nhóm nhạc trình bày nhạc mẫu "Pon de Floor."

Rap-Up đã phát biểu Knowles đã thật sự đánh bại phái mạnh trong bài hát "Run the World". Lamb đã mô tả lời nhạc của bài hát là một bản tuyên ngôn rằng phụ nữ nên trở thành người cai trị thế giới. "Run the World" mở đầu với một bản piano ngắn kết hợp cùng giai điệu club điên cuồng khi Knowles hát: "Girls! / We run this mutha / Girls! / Who run the world." "Some of them men think they freak this like we do / But no they don't / Make your cheque come at they neck / Disrespect us no they won't [...] This goes out to all my girls that's in the club rocking the latest / Who will buy it for themselves and get more money later". (Tạm dịch: "Các cô gái! / Ta cai trị thứ chết tiệt này / Các cô gái! / Ai là người cai trị thế giới." - "Một vài bọn đàn ông nghĩ rằng họ giỏi giang giống như chúng ta / Nhưng họ không bao giờ như vậy / Ký tấm séc dán lên cổ họ / Cho đến khi bọn đàn ông biết tôn trọng chúng ta [...] Hãy truyền tin cho những cô gái đang trong club và nhảy múa điên cuồng / Người có thể tự mình mua mọi thứ và sau đó làm ra đống tiền.") Bất ngờ sau đó giọng của Beyoncé bỗng dưng mượt mà hơn, cuốn hút hơn như vẫn còn sự khinh bỉ trong giọng hát với câu: "I think I need a barber / None of these ni**as can fade me / I'm so good with this / I remind you I'm so 'hood with this". (Tạm dịch: "Tôi nghĩ mình cần một thợ cắt tóc / Không đứa nào trong bọn chó cái đó có thể chống lại tôi / Tôi rất giỏi mấy vụ này / Nhắc bọn anh nhớ tôi cũng rất gian xảo đấy.") Bài hát đồng thời cũng có một đoạn nhạc nghỉ được làm nền cho phần lời trước điệp khúc của bài hát. Với việc hòa âm nhẹ nhàng hơn cùng giọng ca mềm mại hơn, Knowles đã chứng minh rằng "sự tin tưởng có thể xây dựng một thế giới mới" vào lời nhạc sau đó. Sau đó, cô tiếp tục hát những lời nhạc ở đầu bài hát để cho vào phần điệp khúc này. Trong lời thứ hai, Knowles đã chứng tỏ việc học tập có thể giúp phụ nữ mạnh mẽ và độc lập hơn: "I'm reppin' for the girls who're over the world / Have me raise a glass for the college grads [..]" (Tạm dịch: "Tôi chính là người đại diện phụ nữ toàn thế giới / Giúp tôi đổ đầy li rượu này ăn mừng Đại học nào [...]"), và sau đó Knowles tiếp tục hỏi phái nam rằng "Xin hãy chấp nhận sự tỏa sáng của tôi." Còn phần lời còn lại sau đó là: "smart enough to make these millions, strong enough to bear the children, then get back to business." (Tạm dịch: "Sự thông minh của chúng tôi có thể làm tiền triệu, sự mạnh mẽ có thể giúp chúng tôi dạy dỗ con cái, và sau đó có thể trở lại với công việc của mình.") Trong một bài viết do Jocelyn Vena của MTV News, Knowles đã hát thể loại riêng của cô là phong cách staccato trong lời hai của bài hát. Sau đó, cô tiếp tục hát phần điệp khúc một lần nữa sau phần lời trước điệp khúc. Cuối cùng, giọng của Beyoncé được làm nhỏ lại trong phần cuối của bài hát.

## Đánh giá chuyên môn
—Bill Lamb của About.com đang nói về một thông điệp tích cực và mạnh mẽ trong "Run the World (Girls)".
Amos Barshad viết cho tạp chí New York đã mô tả "Run the World khá giống một con quái vật - một cuộc tấn công căng thẳng và hoàn toàn thu hút". Anh gọi bài hát là bài hát "khai hỏa" và cho rằng trong vai trò là đĩa đơn đầu tiên, nó "rất hiệu quả"." Sau khi phát hành bài hát, Rap-Up đã mô tả giai điệu của bài hát "thật mê hoặc". Matt Donnelly của tờ Los Angeles Times nhận xét rằng bài hát này có nội dung tương tự những đĩa đơn trước của Knowles, cho rằng bài hát "mạnh mẽ" hơn "Independent Women Pt. 1" (2000), nhưng lại không "mạnh mẽ, hiện đại bằng một 'Nữ danh ca' thực thụ". Latifah Muhammad của AOL's The Boombox cho rằng bài hát đã thể hiện một Knowles khác, và cho rằng có rất nhiều sức mạnh trong lời nhạc hơn hẳn "Single Ladies (Put a Ring on It)". Muhammad tiếp tục nhận xét về giai điệu của "Run the World", cho rằng Knowles biết cách lồng tiếng hát sao cho phù hợp giai điệu của nhạc nền. Jenna Clarke của The Sydney Morning Herald cho rằng bài hát là một bài hát có "giai điệu gây nghiện" với nhạc nền sôi động cùng lời nhạc khá mạnh mẽ. Đồng thời cô cũng nhận xét thêm rằng "đây một bài hát thuần chất Beyoncé" khi đi theo "dấu chân" của các bài hát thành công trước của Beyoncé như "Single Ladies" và "Crazy In Love" (2003). Jocelyn Vena của MTV News cho "Run the World" là "một bài hát sôi động với lời nhạc về sức mạnh nữ quyền cùng giai điệu của các hộp đêm." Cô đồng viết thêm rằng bài hát rất tuyệt vời và đáng tự hào khi gửi gắm đến chúng ta một thông điệp đầy ý nghĩa về nữ quyền, cho rằng "đây rõ ràng là tất cả mọi thứ của cô tạo nên".
Andrew Winistorfer của Prefix Magazine cho rằng một vài người nghe sẽ phải xem xét lại mình để có thể "tuyệt vời như Beyoncé" và có thể sẽ "ghét bài hát chỉ trước khi họ nghe nó." Anh đã nhận xét rằng "Run The World" làm anh nhớ ca sĩ Rihanna vào năm 2004 và nhận xét thêm rằng những người nghe bài hát sẽ rất bất ngờ khi nhận ra rằng "sức mạnh của phụ nữ chính là nhờ bài hát của Beyoncé." Nick Minichind của kênh VH1 khen ngợi bài hát ở một vài phần trong bài hát khi bình luận rằng bài hát "rất khéo léo trong việc sáng tác lời nhạc và khiến bài hát không quá lố." Anh đồng thời cũng viết rằng "Run the World" đã khôi phục một trong những vấn đề cần quan tâm của phái nữ và cho rằng phần trước điệp khúc của bài hát là "một Beyoncé-Cleopatra." Jarett Wieselman của New York Post nhận xét bài hát là một trong những bài hát tuyệt vời nhất mà Knowles phát hành. Sadao Turner từ trang web của Ryan Seacrest khen ngợi bài hát khi sử dụng nhạc mẫu "Pon De Floor" trong phần điệp khúc, và gọi bài hát là người "đập tan hộp đêm" và lời nhạc rất "truyền nhiễm". Lewis Corner từ Digital Spy rất yêu thích "Run the World" và mô tả nó là "một bài hát nữ quyền nữa nhưng chắc chắn sẽ là bom tấn nhạc nhảy của mùa Hè này." Một bài viết khác cũng từ Digital Spy của Robert Copsey, cho bài hát bốn trên năm sao với lời nhận xét rằng "giai điệu sôi động, điệp khúc mê hoặc và hàng ngàn tiếng trống đập không ngừng khi Nữ hoàng B (Queen B – một trong những biệt danh nổi tiếng của cô) công bố "CÁC CÔ GÁI, ai là người cai trị thứ chết tiệt này" với sự hợp sức của phụ nữ đỡ hơn vụ cãi nhau của thành viên Geri Halliwell với nhóm Spice Girls khoảng năm 1998". Anh nói thêm rằng "[...] không bị gò bó, không theo thời đại, không rắc rối, nhạc mẫu 'Pon De Floor' là một bài hát hoàn toàn phù hợp; giúp bài hát đi theo một hướng hoàn toàn tích cực, khiến bạn nhún nhảy và là một bài hát cai trị tất cả các hộp đêm.
Bill Lamb của About.com trao cho "Run the World" bốn sao rưỡi trên năm sao, cho rằng bài hát thật liền mạch với những bài hát trước của Knowles đồng thời cũng thật liền mạch với những bài hát của nhóm Destiny's Child. Anh đồng thời cũng nói thêm rằng có sự đáng sợ trong bài hát giúp bài hát này trở thành bài hát nổi bật nhất trong sự nghiệp của Knowles và "Bài hát này chứng minh những gì mà phụ nữ có thể làm được, như có thể cai trị thế giới." Cuối cùng, Lamb nói thêm rằng đây là "một bài hát rhythm dữ tợn [và] gây nghiện" cùng lời nhạc về nữ quyền đủ để giúp bài hát nổi bật hơn những tác phẩm Pop trước của cô. Đồng thời, Lamb còn cảm thấy bị quyến rũ bởi câu hát của Knowles trong bài là "My persuasion can build a nation" (Tạm dịch: "Sự tin tưởng của tôi có thể xây dựng một thế giới mới"). Một nhà biên tập của tạp chí OK! đã viết một bài đánh giá bài hát chỉ trong vòng vài giờ đồng hồ khi ghi "Run the World sẽ trở thành một bài hát vĩnh viễn nằm trong danh sách bài hát yêu thích của ta." Anh nói thêm rằng "[...] Dù bạn có cố gắng viết lời nhạc của bài hát thì phần điệp khúc 'Run The World (Girls)' vẫn sẽ luôn lặp đi lặp lại trong tâm trí của ta, làm ta nhắc về Beyoncé cùng việc cai quản thế giới." Kevin O'Donnell của Spin Magazine mô tả bài hát là "một bản nhạc nữ quyền hung tợn" với mức độ cao hơn hẳn "Single Ladies" và "If I Were a Boy" (2008). Anh đồng thời cũng nói như các nhà phê bình khác là "Run The World" là một bài hát nổi bật nhất trong những bài hát của Knowles vì "bài hát rất điêu luyện đồng thời rất mạnh mẽ" Nadine Cheung của AOL Radio nhận xét rằng giai điệu của bài hát được "hòa âm khá phù hợp" khi kết hợp tiếng trống và nhịp điệu nước châu Phi. Tom Breihan của Pitchfork Media viết rằng "Run the World" là "một tựa đề dành cho phái nữ cùng mong muốn các bạn sẽ thèm khát nó". Trong phương diện âm nhạc thì Tom cho rằng "chỉ đạo sàn nhảy" của Knowles đã theo truyền thống của hai bài hát trước của cô là "Get Me Bodied" và "Single Ladies".
"Run the World" đồng thời cũng nhận một ít ý kiến trái chiều khi cho rằng Knowles trong bài hát nói chuyện khá tục tĩu, đều cho rằng bài hát quá bất đồng với những bài hát trước của cô. Trong một bài đánh giá của bài hát, Sal Cinquemani của tạp chí Slant Magazine đã viết "[Knowles] đã bỏ lỡ mất cơ hội lớn của cô" và gọi bài hát là "đất cát". Dù vậy, anh cũng rất khen ngợi phần trước điệp khúc của bài hát khi mô tả "giọng của B[eyoncé] rất đầm ấm, nhạc nền vui nhộn cùng lời nhạc quyến rũ người nghe 'My persuasion can build a nation.'" Dù đã khen ngợi "Run the World" là một thông điệp nữ quyền cùng giai điệu sôi động của các hộp đêm, Brad Wete của Entertainment Weekly vẫn cho rằng bài hát vẫn đi theo "vết xe đổ" chủ đề thuộc những bài hát trước và mong muốn "Knowles nên khôn ngoan hơn trong việc chọn chủ đề bài hát [...] Cô ấy là một người tài năng trong việc thực hiện các album kiểu cổ điển, khá giống "The Miseducation of Lauryn Hill" của Lauryn Hill. Adam Rosenberg của báo Rolling Stone trao cho bài hát ba sao rưỡi trên năm sao, nhận xét rằng cô đã không còn thân thuộc với thể loại Pop của riêng cô khi nói "[t]ừ 'Independent Women' đến 'Single Ladies', nữ quyền luôn là chủ đề chủ đề quan trọng nhất của Beyoncé, 'Run the World (Girls)' lại tiếp tục trở về với chủ đề này. Cô ấy đã chối bỏ những âm thanh hiện đại của riêng mình - không thể loại Eurodisco! — để có thể cùng Diplo và Switch thực hiện những gia điệu dancehall riêng của họ. [...] [Lady] Gaga, Britney [Spears], Katy [Perry], Rihanna và Taylor [Swift] đều là những ca sĩ tranh đua danh hiệu nữ hoàng nhạc Pop, các cô có thể đánh bại Beyoncé bằng cách không trao cho cô danh hiệu này." Maura Johnston của The Village Voice khá thất vọng khi bài hát không theo một cơ cấu nhất định, và nói thêm rằng "bài hát hơi lố nhưng cũng rất thú vị".

## Diễn biến trên các bảng xếp hạng
"Run the World" lần đầu xuất hiện trên bảng xếp hạng Single Top 100 tại Hà Lan với vị trí 60 vào ngày 23 tháng 4 năm 2011. Vào tuần tiếp theo, bài hát đã leo vọt lên vị trí thứ 8. Chỉ sau ba ngày phát hành ở dạng Tải kĩ thuật số, bài hát đã xuất hiện trên bảng xếp hạng UK Singles Chart tại vị trí 18 vào ngày 24 tháng 4 năm 2011. Một tuần sau, bài hát tăng lên vị trí 11 trên bảng xếp hạng này và xuất hiện thêm ở vị trí thứ 5 trên bảng xếp hạng R&B tại Anh. Ngay sau đó, bài hát cứ tiếp tục rớt hạng ở hai bảng xếp hạng này đến năm tuần liền. Thật đáng bất ngờ là bài hát lại tiếp tục tăng vọt vị trí trên các bảng xếp hạng này với vị trí 23 ở UK Single Chart và vị trí thứ 6 tại bảng xếp hạng R&B vào ngày 29 tháng 5 năm 2011 nhờ vào độ nổi bật của video ca nhạc phát hành khi đó. "Run the World" tiếp tục giữ vị trí 40 tại bảng xếp hạng Canadian Hot 100 vào ngày 7 tháng 5 năm 2011. Paul Tuch của Nielsen SoundScan khá ấn tượng khi bài hát xuất hiện lần đầu tiên với vị trí giữa bảng xếp hạng trên đài phát thanh và bảng xếp hạng kĩ thuật số tại Canada. Giúp Knowles là ca sĩ solo xuất sắc nhất xuất hiện trên các bảng xếp hạng này Sau khi rơi xuống bảng xếp hạng sau ba tuần liền, "Run the World" đã rơi hẳn ra bảng xếp hạng vào ngày 28 tháng 5 năm 2011. Vào tuần 11 tháng 6 năm 2011, bài hát tiếp tục từ vị trí 60 lên 16 trên bảng xếp hạng Canadian Hot 100, trở thành "cú bắn" vĩ đại nhất của các bài hát được phát hành kĩ thuật số.
Vào ngày 7 tháng 5 năm 2011, "Run the World" xuất hiện với vị trí 23 trên Hot Digital Songs với 77,000 bản đã được tải xuống. Đồng thời, bài hát cũng xuất hiện tại vị trí 33 trên bảng xếp hạng Billboard Hot 100 tại Mỹ và vị trí 65 trên bảng xếp hạng Radio Songs với 18 triệu lượt nghe chỉ vọn vẹn trong một tuần. Trong tuần đó, "Run the World" đã trở thành bài hát xuất hiện với vị trí cao nhất trên bảng xếp hạng Hot R&B/Hip-Hop Songs khi có mặt ở vị trí thứ 41. Tuần tiếp theo, số lượng bán của bài hát đã giảm đến 39% khi tổng cộng chỉ 47,000 bản đã được bán ra, khiến bài hát rơi xuống hạng 39 trên bảng Hot Digital Songs. Bài hát đồng thời cũng rơi xuống vị trí 71 trên bảng xếp hạng Radio Songs với 16.2 triệu người nghe trong tuần. Theo thống kê, bài hát đã rơi xuống vị trí 48 trên Hot 100 vào ngày 14 tháng 5 năm 2011. "Run the World" sau đó tiếp tục xuất hiện với vị trí 37 trên bảng xếp hạng Pop Songs tại Mỹ vào ngày 21 tháng 5 năm 2011. Trong tuần cuối cùng, bài hát tiếp tục rơi xuống vị trí 65 trên bảng Hot 100 của Billboard. Một tuần sau, bài hát đã xuất hiện với vị trí thứ 43 trên bảng xếp hạng Hot Dance Club Songs tại Mỹ, trở thành bài hát thứ 19 của cô nằm trong bảng xếp hạng này. Trong cùng một tuần, bài hát lại tiếp tục rơi xuống vị trí 76 trên Billboard Hot 100. Sau khi tụt hạng đến bốn tuần liền, "Run the World" lại tiếp tục leo lên 26 bậc, từ vị trí 76 đến 50 trong tuần cuối cùng vào ngày 4 tháng 6 năm 2011. Cũng chính sự tăng hạng này đã giúp bài hát trở lại bảng Hot Digital Songs với vị trí 44 sau khi video ca nhạc của bài được trình chiếu toàn cầu. Tuần tiếp theo, bài hát gây bất ngờ khi leo lên vị trí 29 trên bảng Hot 100.
Tại Ireland, bài hát lần đầu tiên xuất hiện với vị trí thứ 11 vào ngày 28 tháng 4 năm 2011, trở thành bài hát với vị trí xuất hiện cao nhất tuần đó. Đồng thời tại Pháp, "Run the World" xuất hiện ở vị trí 33 với 2,065 bản đã được bán. Ngay sau đó, bài hát đã tăng lên vị trí 18 tại Pháp. Vào 1 tháng 5 năm 2011, bài hát xuất hiện tại vị trí 12 trên bảng xếp hạng Australian Singles Chart, thêm lần nữa trở thành đĩa đơn với vị trí xuất hiện cao nhất tuần đó cùng vị trí số sáu trên bảng xếp hạng thành phố. Ngày hôm sau, "Run the World" tiếp tục xuất hiện ở vị trí 21 tại New Zealand, nơi cô lại tiếp tục một giành lấy danh hiệu vị trí xuất hiện cao nhất của tuần. Sau khi góp mặt trên hai quốc gia là Úc và New Zealand, "Run the World" tiếp tục rơi hạng ở hai quốc gia này. Sau đó, khi video ca nhạc của bài hát phát hành, bài hát đã trở lại từ vị trí 42 đến 14 ở bảng ARIA Singles Chart và vị trí thứ 4 ở bảng xếp hạng thành phố vào ngày 20 tháng 5 năm 2011. Tuần tiếp theo, bài hát lên vị trí số 10 trên bảng xếp hạng đĩa đơn, vị trí cao nhất của bài hát trên bảng xếp hạng này. Tương tự, nhờ vào việc trình chiếu toàn cầu video của bài hát đã giúp "Run the World" trở lại với bảng xếp hạng New Zealand Singles Chart tại vị trí 26 vào ngày 23 tháng 5 năm 2011. Tuần tiếp theo, bài hát lại tiếp tục vươn lên vị trí thứ 9, vị trí cao nhất mà bài hát đã vươn lên tại đây.

## Video ca nhạc

### Thực hiện và ý tưởng
Video ca nhạc cho "Run the World (Girls)" được đạo diễn bởi Francis Lawrence, người đã đạo diễn hai video của nhóm Destiny's Child: "Independent Women" (2000) và "Emotion" (2001). Knowles làm việc cùng tám biên đạo múa khác nhau, bao gồm Frank Gatson và Sheryl Murakami. Giám đốc sản xuất của video này là Missy Galanida. Hậu trường của video ca nhạc cho bài hát cho thấy video rất chú trọng về phần vũ đạo cùng tạo hình mới mẻ của Beyoncé với mái tóc vàng Pompadour cùng một chiếc đầm trắng hiệu Givenchy được quay tại Mojave Desert, California. Những cảnh quay khác thì được quay tại Inglewood, California. Những hình ảnh trong việc thực hiện video đã rò rĩ trên mạng vào ngày 12 tháng 4 năm 2011, bao gồm cảnh Knowles đang đứng trong một chiến trường cùng khói mù mịt, cô đang mặc lên người mình một bộ trang phục chiến binh với vương miện bằng vàng và trên tay cầm một lá cờ với chữ "B" (Beyoncé). Xung quanh cô là những vũ công với những chiếc áo màu sáng kèm theo những chiếc áo khoác đen và mũ chiến binh. Một số hình ảnh khác chụp lại cảnh một đội quân phụ nữ bao quanh một chiếc xe với chữ "Révolution", sau họ là một áp phích cỡ to in hình gương mặt của Knowles. Vào ngày 13 tháng Tư, thêm nhiều hình ảnh nữa bị rò rĩ, chụp lại cảnh Knowles mặc một chiếc đầm vàng, mang đôi giày bốt cao đến đầu gối cùng chiếc găng tay dài đen và đứng trên một bãi cát. Vào ngày 20 tháng 4 năm 2011, một đoạn trích của video ca nhạc này được phát hành trên trang web chính thức của cô với tên "B Revolution" (Tạm dịch: "Chiến dịch B"). Mở đầu với cảnh một người cắt chữ "Révolution" bằng giấy và sơn chữ này lên một chiếc xe cũ. Knowles sau đó đã xuất hiện khi cô đang cưỡi một chú ngựa đen trong khi đang khoác lên mình một bộ trang phục trắng. Video phải quay đến ba ngày liền để có thể hoàn thành, bắt đầu vào ngày 11 tháng 4 năm 2011 và kết thúc ngày 13 tháng 4 năm 2011. Trong một buổi phỏng vấn với chương trình MTV News vào ngày 18 tháng 4 năm 2011, đạo diễn Francis Lawrence đã tiết lộ đôi chút về video này:

"Tôi vừa quay video cho Beyoncé mới đầu tuần này vào thứ Hai, thứ Ba, thứ Tư và buổi quay rất vui vẻ, tôi đã chưa từng thực hiện một video nào kể từ năm 2009. Nó sẽ rất lớn, có lẽ đây sẽ là một trong những video lớn nhất mà Beyoncé đã từng làm. Và tôi có thể nói bài hát thật khó tin. Lúc làm việc cho [Lady] Gaga tôi đã rất bất ngờ vì tôi đã chưa từng làm việc có lẽ đã 15 năm, tôi đã quên mất cảm giác thế nào khi trình chiếu video và mọi người sẽ đánh giá ra sao về tác phẩm của tôi. Và tôi cũng mong muốn rằng tôi cũng sẽ cảm giác như vậy khi làm việc Beyoncé, nhưng tôi không thể biết rằng khi nào thì điều đó mới xảy ra. Đó là một bài hát tuyệt vời, tôi luôn mong muốn bài hát sẽ thành công với cô ấy và tôi nghĩ video này sẽ rất vui nhộn, tuyệt vời và khác biệt đối với cô ấy."

Vào ngày 4 tháng 5 năm 2011, một đoạn trích 20 giây của video ca nhạc này đã được Knowles tiết lộ, video chỉ bao gồm cảnh những người mẫu tạo kiểu hay đi qua đi lại mà không có sự góp mặt nào của Beyoncé. Đoạn trích thứ ba của video được phát hành ngày 10 tháng 5 năm 2011, quay lại cảnh Knowles đứng trước một chiếc xe bị đốt cháy, cưỡi một chú ngựa và chiếu cảnh chiến trường như một số hình ảnh bị rò rĩ. Một bữa tiệc nghe thử album cá nhân đã được tổ chức vào ngày 12 tháng 5 năm 2011 nhằm quảng bá cho album thứ tư của Knowles, cô đã chọn ra vài nhóm người hâm mộ của mình để nghe vài đoạn nhạc trích từ năm bài hát nằm trong album và đã trình chiếu cho họ video "Run the World (Girls)". Video đã được lên lịch phát sóng vào ngày 13 tháng 5 năm 2011 vào lúc 12:00 giờ sáng. Nhưng sau đó, Vevo đã xác nhận trên trang Twitter rằng video sẽ được trình chiếu nhưng phải đợi đến khi Knowles "hoàn thiện nó". Video cuối cùng được ra mắt trên chương trình American Idol vào ngày 18 tháng 5 năm 2011. Cùng ngày hôm đó, trên trang web của Beyoncé có gắn một chiếc đồng hồ đếm ngược thời gian trình chiếu trực tuyến video này.

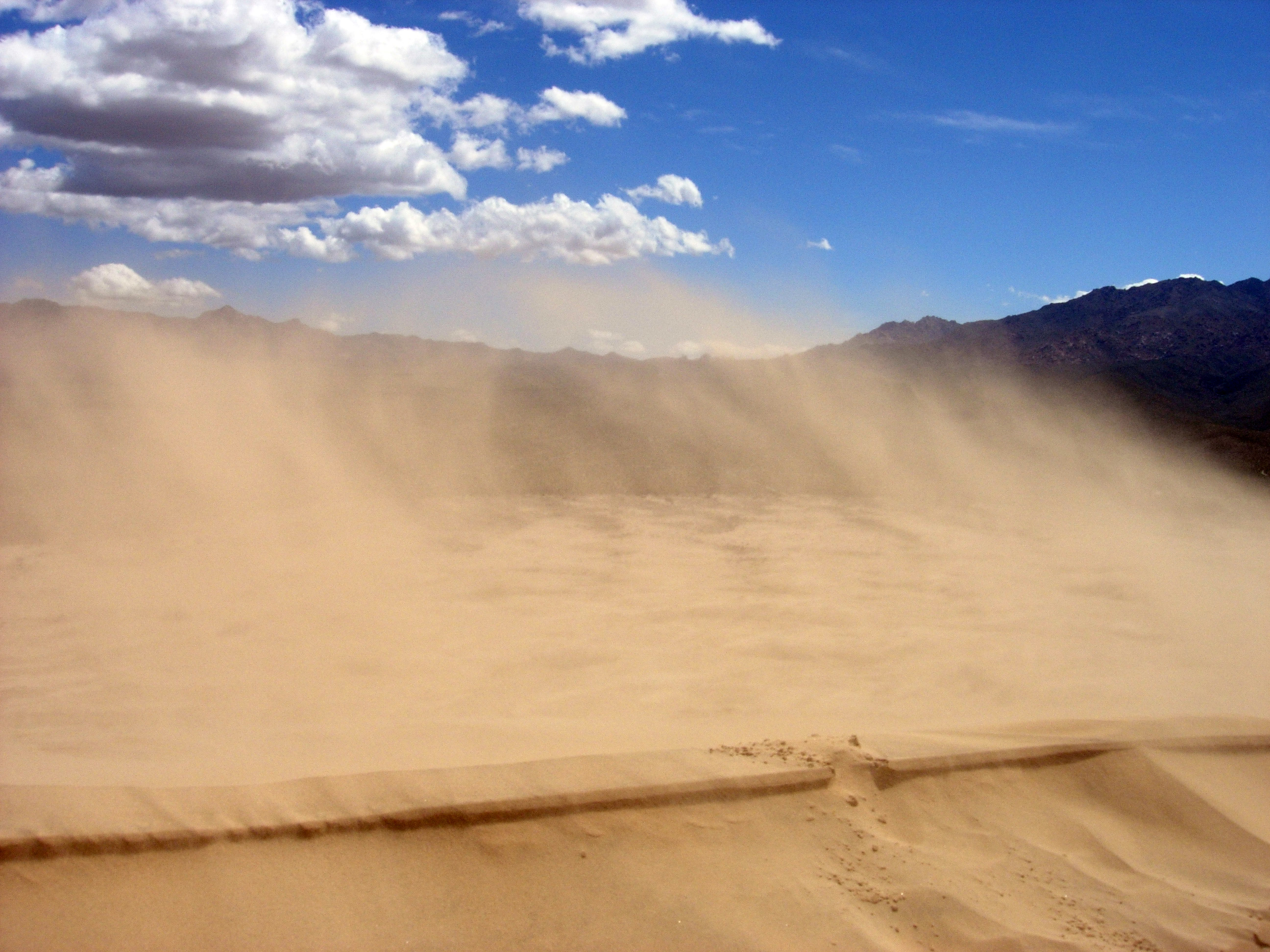
Hầu hết các cảnh trong video "Run the World (Girls)" được quay tại Hoang mạc Mojave.

Theo Billy John của Yahoo! Music, chủ đề quân sự này trong "Run the World" lấy cảm hứng từ bộ phim của Tina Turner năm 1979, Mad Max và video ca nhạc của Janet Jackson năm 1989, "Rhythm Nation". Ngoài ra, Knowles còn khôi phục lại những hình ảnh cũ của cô trong "Crazy In Love" (2003), "Baby Boy" (2003) và "Déjà Vu" (2006). Trang phục của cô trong video chủ yếu lấy cảm hứng từ những bộ áo giáp quân đội nhưng kèm theo là những họa tiết thời trang và có thể dễ dàng di chuyển. Bắt đầu video, Knowles mặc một chiếc váy màu đỏ/vàng của Alexander McQueen từ bộ sưu tập Thu/Đông 2010 với đôi bốt cao cũng từ bộ sưu tập này. Khi cô nằm múa trên cát, cô mặc một bộ trang phục của Norma Kamali, tiếp đến cô diện một chiếc đầm Givenchy trong cảnh cô diễn chung với hai con linh cẩu khổng lồ. Trong một cảnh quay khác, cô mặc một chiếc đầm đen với những đường cắt điêu luyện từ chương trình mùa Xuân của Jean Paul Gaultier. Knowles đồng thời còn mặc một chiếc đầm lấp lánh từ Gareth Pugh cùng một đôi giày được thiết kế khá hiện đại, kèm theo hai chiếc váy dài từ Emilio Pucci - một chiếc váy xanh cổ cao và một chiếc váy vàng với đường xẻ đến hông xuất hiện trong ảnh bìa Ngoài ra, Knolwes còn thuê 242 vũ công phục vụ cho video của mình. Nhóm nhảy kwaito người Mozambican, Tofo Tofo, cũng xuất hiện trong video. Nhóm nhảy này cũng đồng thời chỉ một vài động tác bản địa cho Knowles, đồng thời cũng đã xuất hiện trong phần vũ đạo của video. Một trong tám biên đạo múa là Frank Gatson đã tiết lộ với MTV News cảm hứng từ thể loại vũ đạo trong video này:

"Chúng tôi đã chuẩn bị rất nhiều trong việc này. Chúng tôi đã xem một đoạn phim trên trang YouTube; chúng tôi đã thấy ba anh chàng tài năng ở châu Phi với kĩ thuật nhảy điệu Mozambique [...] Chúng tôi đã nói, 'Wow, thật là những động tác tuyệt vời.' Và những động tác ấy đã nằm trong đầu chúng tôi cả năm vừa qua. Từ đó, chúng tôi đã thảo luận rất nhiều về nội dung của bài nhảy này. [..] Trong đó, chúng tôi đã nói, 'Nếu sẻ chia ánh sáng, bạn sẽ sáng hơn', và chúng tôi đã chia sẻ ánh sáng của mình đến nhiều biên đạo múa tài năng khác. Chúng tôi cảm thấy như mình đã sắp hoàn thiện được công việc của mình, sau đó tôi đã mang những anh chàng Tofo Tofo [từ châu Phi] đến và chỉ chúng tôi những bước nhảy ấy, điều đó rất thú vị. Họ có những ngôn ngữ hình thể thật tuyệt vời. Có lẽ đây chính là một trong những trải nghiệm đẹp nhất đối với Beyoncé. Họ khá nhút nhát. Vì vậy chúng tôi đã rất khó khăn để có thể mang họ đến đây. Chúng tôi đã phải gặp đại sứ quán để có thể xin phép họ bay ra khỏi vùng cấm. Công việc này đã mất đến hơn hai tháng để hoàn thành. Beyoncé rất yêu quý họ và tôi chắc rằng chúng tôi sẽ gặp họ một lần nữa. Tất cả thật tuyệt vời."

Hầu hết đối với các biên đạo múa, Knowles dành một ít thời gian để luyện tập, đôi khi cô sử dụng bài hát "Pon de Floor" của Major Lazer để có thể tập hát và tập nhảy. Trong bài nhảy, "20 giây đầu của bài hát chủ yếu là việc nhún vai lên và xuống" trong khi các động tác sau đó chú trọng về chân, bàn chân và tay của cô. Cô thực hiện vài động tác của hip hop, jazz, street thập niên 1980 và một chút động tác của người dân châu Phi. Trong một bài báo của The Daily Mail, những động tác trong "Run the World" được lấy cảm hứng từ Riverdance, một vở kịch bao gồm những điệu nhảy của người Ailen. Điệu nhảy này đặc biệt ở chỗ là ta phải nhảy sao cho chân và tay không di chuyển. Điệu nhảy này được cô và vũ công nữ của mình thực hiện trong video khi đối diện mình là những người đàn ông đang tấn công các cô gái này, tương tự như chương trình khiêu vũ của Michael Flatley những năm 1990 khi anh nhảy cùng sự chuyển động nhanh ở chân và cú đá kiểu kéo (scissor kick) cao lên trời. Trong video ca nhạc năm 2003 của cô, "Crazy in Love", chồng của Knowles – Jay-Z - đã ném một chiếc hộp quẹt xuống nền đường, cháy theo dấu xăng đến chiếc xe hơi cũ và bắt đầu nổ tung. Cảnh quay này được thực hiện lại trong video "Diva" (2009) của cô khi cô hút một điếu xì-gà và sau đó ném chiếc hộp quẹt vào chiếc xe đằng sau mình, chiếc xe liền nổ tung. Cảnh quay này đồng thời cũng được lặp lại trong video "Run the World" khi một chiếc xe cũ đằng sau cô bỗng dưng bốc cháy trong khi cô đang trình diễn bài hát của mình. Trong một tiết lộ của báo The Guardian, video ca nhạc của bài hát này được thực hiện dựa trên những tác phẩm của nhiếp ảnh gia châu Phi Pieter Hugo. Những hình ảnh của anh chụp lại cảnh một người đàn ông đang cầm xích của một con linh cẩu khổng lồ được Beyoncé sử dụng trong video khi cô cũng cầm dây xích của hai chú linh cẩu cỡ bự. Một tác phẩm khác của nhiếp ảnh gia Ed Kashi cũng được sử dụng trong video là cảnh chụp lại một chú bò đen, bức ảnh được sử dụng trong video của Beyoncé khi cô nhảy trên cát với một chiếc xe cũ phía sau. Trong một bài phỏng vấn với tờ The New York Post, nhà sản xuất của video, Missy Galanida đã giải thích rằng Beyoncé không bao giờ cầm dây xích của những chú linh cẩu đó vì chúng có thể tấn công những người trong trường quay xung quanh. Đạo diễn Francis Lawrence đã mang hai chú linh cẩu đến trường quay nhưng chỉ có một con được sử dụng và anh đã không sử dụng dây xích vì chủ không cho phép chúng tôi làm như vậy. Galanida nói thêm: "Chúng tôi phải rất khó khăn để có thể quay loài động vật nguy hiểm nhất thế giới này vì vậy chúng tôi phải rất cẩn trọng. Nhìn trong video bạn sẽ thấy rất thật vì chúng tôi đã nhân bản và thêm hiệu ứng dây xích lên cổ chúng."

### Nội dung

Knowles đứng với đội quân nữ của cô, tay cô đang giơ cao lên trời cùng lá cờ với chữ "B".

Video bắt đầu với cảnh Knowles cưỡi một chú ngựa đen trên một bãi đất trống, ở nơi đây, tất cả đã bị phá hủy. Ngay sau đó là loạt cảnh cô dẫn đầu một "đôi quân nữ" của mình. Video bao gồm một cảnh có một chú trâu màu đen đang đứng giữa chiến trường cùng cảnh chiếu bảng hiệu với hình vẽ Beyoncé theo kiểu châu Phi. Một số người mẫu trong video cũng đã xuất hiện sau những cảnh quay đó. Video tiếp tục chiếu cảnh đội quân nữ của Knowles, nhưng lần này lại xuất hiện thêm đội SWAT đại diện cho phái mạnh trong bài hát. Ngay lúc đó, nhạc nền của bài hát "Pon de Floor" đã được phát. Cô mặc một chiếc váy đỏ cùng họa tiết màu vàng, đứng chung với những người phụ nữ đằng sau và bên cạnh là một chú sư tử. Đội nữ gần như đã chuẩn bị hết tất cả cho trận chiến kèm theo cả những lá cờ có chữ "B". Khi bài hát bắt đầu, Knowles bắt đầu nhảy điệu nhảy nhún vai cùng hai anh chàng vũ công đến từ châu Phi trước mặt đội SWAT. Sau đó, cô bắt đầu tiến tới đội nam quyến rũ họ đồng thời cũng tấn công một vài người trong đội. Bất ngờ video chuyển sang cảnh Beyoncé đang diện một chiếc đầm trắng kiểu "Cruella De-Vil" khi đang cầm đây xích của hai chú linh cẩu lớn. Sau đó, Knowles liên tục thay đổi trang phục của mình trong những cảnh quay khác của video. Nhưng trang phục chính của cô trong video này là một chiếc váy xẻ đến hông màu vàng kèm theo một đôi bốt đen như Knowles đã diện trong bìa đĩa của "Run the World". Ở cảnh này, dù bị đội nam ném đá và tấn công dữ dội nhưng đội nữ vẫn rất bình thản và sử dụng điệu nhảy của mình để có thể tấn công lại đội nam. Tiếp đến là cảnh Knowles đang nằm trên cát và chuyển động thân thể của mình, ở cảnh quay này được sử dụng công nghệ quay ngược nên cho người xem cảm giác khá lạ lẫm. Tiếp đó, video trở lại với đội nữ, nay đội hình của họ đã tăng gấp trăm lần, tất cả đều đứng trước đội nam và tiếp tục nhảy trước bọn họ một lần nữa. Video kết thúc với cảnh hai bên đối đầu nhau, Knowles vội vàng lấy huy hiệu từ thủ lĩnh của đội nam, cài lên ngực mình và giơ tay phải lên chào.

### Đánh giá chuyên môn
Video ca nhạc này nhận được khá nhiều phản hồi tích cực từ những nhà phê bình nghệ thuật. Trong buổi tối trình chiếu video, Rap-Up đã nhận xét video này là một "làn sóng nhảy" và nhận xét Knowles là người có "kĩ thuật vũ đạo cao", "hòa hợp với động vật hoang dã, tín đồ thời trang và là người tạo nên một tuyệt phẩm vũ đạo". Eric Hendersom của Slant Magazine bị thuyết phục bởi video, viết rằng: "Beyoncé thể hiện như một người bảo vệ cuộc sống của con người. Điều đó giúp cô xứng đáng hơn cả một ngôi sao [...] Sự cuồng dại của cô ấy như đã được lấy tất cả và cho vào video này, tôi rất yêu quý cô ấy vì điều đó [...] [Video] thật tuyệt vời theo cách dữ tợn riêng của nó." Billy Johnson của Yahoo! Music viết rằng "[anh] đã khiêm tốn cúi nhường nữ hoàng đến từ Houston, Texas" ngay sau khi xem video này. Anh nhận xét rằng vũ đạo và trang phục của cô rất tốt và viết thêm rằng Beyoncé đã ra mắt khán giả "một kế hoạch khá hách dịch dành cho trận chiến của cô " trong video "Run The World (Girls)". Anh còn gọi đây là video tuyệt vời nhất mà Knowles từng làm trong suốt 15 năm hoạt động. Johnson cuối cùng kết luận rằng "[...] thiết kế trường quay khá hấp dẫn, kĩ thuật nhảy của cô rất điêu luyện. Beyoncé luôn là một vũ công xuất sắc. Chương trình "America's Best Dance Crew" đã thua xa video này của cô [...] Đây là hình ảnh của một Beyoncé mới mẻ khi trong giai đoạn này của sự nghiệp, đây là sự trở lại với sự quyết tâm và sự thèm khát một thay đổi mới cùng nhiều tiến bộ vượt bậc. Gina Serpe của E! Online bình luận rằng "cho những ai vẫn hoang tưởng rằng Beyoncé không thể chú trọng vào vấn đề xã hội, hãy xem video này". Cô mô tả Knowles trong video là "sự 'hiện đại', 'điện tử' và đậm chất 'Châu Phi', ca sĩ 29 tuổi này đã hợp nhất tất cả và giúp video trở nên liền mạch." CBS News đồng thời cũng đưa ý kiến tương tự, viết rằng: "Ta chính là cảm hứng đưa đến tay Beyoncé, cô ấy đã hỏi một câu hỏi rất đúng đắn: Ai sẽ là người cai trị thế giới? Và cô ấy cũng trả lời rất đúng...Các cô gái! [...] Beyoncé vẫn luôn luôn nóng bỏng trong những video đốt cháy Internet và chúng ta không thể đổ tôi cho một cô gái đã giúp những người phụ nữ đưa nó ra ngoài được." The Huffington Post nhận xét thêm rằng Knowles lại mang đến một định nghĩa đã giúp video "Single Ladies (Put a Ring on It)" trở thành "bài hát cực thành công": nữ quyền và những điệu nhảy hoàn toàn mới mẻ. Jarett Wieselman, viết cho tờ The New York Post nhận xét trang phục và vũ đạo của Knowles trong video là "thế giới của thời trang cao cấp sẽ giết chết thế giới ngày nay. Beyoncé và phần vũ đạo rất phù hợp, như bánh mì và bơ vậy." Những động tác mới và ý tưởng từ lời nhạc 'sự tin tưởng của tôi có thể tạo nên một thế giới mới' "hoàn toàn chính xác."
"Nữ hoàng B đã trở lại và cô đang đòi lại ngai vàng của mình" là phát biểu của James Montgomery từ MTV News, anh nói thêm nội dung của video mạnh mẽ như "một cái máy khoan" còn chủ đề của video như "một bài quốc ca dành riêng cho phụ nữ." Anh còn mô tả video này như "một kì công, vũ đạo hip-hop lạ lẫm, trang phục gợi cảm, một bộ phim điện ảnh và một trường quay sang trọng." Larry Fitzmaurice của Pitchfork Media cho rằng "hàng triệu người đang xem video này trên YouTube sẽ nhảy tưng lên giường với những điệu nhảy riêng của họ" trong tương lai. Khi nhận xét thêm về cách Knowles nhảy và lắc đầu suốt video, Rolling Stone đã viết rằng "vũ đạo của cô đã đưa video lên sự hiện đại vượt bậc." Nick Neyland của Prefix Magazine và một bài viết của Popjustice đều nghĩ rằng đây chính là video Pop tuyệt vời nhất của năm 2011. Popjustice còn lựa chọn vài cảnh quay "ấn tượng" của video trong bài viết của mình trong khi đó Neyland khen ngợi đây là một tác phẩm "đầu tư cao, trang phục gợi cảm và những điệu nhảy tuyệt hảo." Brad Wete của Entertainment Weekly viết rằng "với tất cả sự tôn trọng của tôi gửi đến một người đương thời [như Knowles], không ai có thể bắt chước những điệu nhảy nhanh, điêu luyện, và cực kì phức tạp của Beyoncé. Britney Spears đã nhảy nhưng đã đánh mất tất cả. Và cả Gaga của đã rất cố gắng như cô không thể theo kịp "người bạn thân hai lần vào tù" của mình (nhân vật của cô trong video Telephone), đặc biệt là trong video 'Video Phone'." Wete cuối cùng nói thêm video là video có phần vũ đạo tuyệt vời nhất của năm. Sarah Anne Hughes của The Washington Post đồng thời cũng dành tặng cho video một đánh giá tích cực khi nói Knowles biết cách sử dụng "những điệu nhảy không mang tính bạo lực để chiến đấu với những gã đàn ông xấu bên kia." Cô đồng thời cũng nhắc đến "người bạn tri kỷ" của Knowles, Sasha Fierce đã ra khỏi con người của cô, cô đã sử dụng chính sự mạnh mẽ của mình để tập hợp một đội quân nữ lớn, sử dụng ngón giữa (đây là ngón được người Mỹ sử dụng có hàm ý tục tĩu) và cầm dây xích của loài động vật nguy hiểm nhất thế giới - linh cẩu." Ann Lee từ Daily Metro cho rằng Knowles nhìn rất "hiện đại" trong video này và cho rằng điều nhảy lắc hông của cô nhìn rất "Bootylicious" (Tạm dịch: "Gợi cảm" - một bài hát của nhóm Destiny's Child). Becky Bain của Idolator đánh video là "một đoạn phim quá ấn tượng" cùng phần vũ đạo "đánh bại 'Single Ladies'".
Tờ The Daily Mail khá chú trọng trong phần vũ đạo của video: "[...] khá phức tạp khi tạp khi có thể hình dung một ca sĩ lấy cảm hứng từ ngôi sao Riverdance - Michael Flatley. Điệu nhảy Ailen này đã thổi một làn gió mới vào vũ đạo của Beyoncé khi cô thực hiện động tác di chuyển chân nhanh và cú đá kéo cao lên trời (scissor kick) trong video này [...] Ta không thể nghi ngờ việc Beyoncé tạo nên một điều gì đó mới mẻ và được lấy cảm hứng bởi những gì mà ta không thể tin được, và chắc hẳn những người hâm mộ Riverdance khắp thế giới không thể bỏ lỡ điệu nhảy kiểu Flatley của cô nàng ca sĩ này được. Những điệu nhảy ấy của Beyoncé trong 'Run the World (Girls)' chắc chắn sẽ trở thành một trào lưu làn truyền khắp thế giới." Bill Lamb của trang About.com đồng thời cũng cho rằng "những điệu nhảy mới này là việc lấy cảm hứng và thêm thắt vào chút sự qúy phái [của Knowles]." Billboard Magazine viết rằng "Beyoncé đã trở lại thật ngoạn mục trong video ca nhạc của 'Run the World (Girls)', đánh bại những tác phẩm cũ như 'Single Ladies (Put a Ring on It)', 'Crazy in Love', và 'Ring the Alarm'." Arielle Loren của CLUTCH Magazine nhận xét rằng "những lời chỉ trích người phụ nữ truyền thống trong video 'Run the World (Girls)' chỉ là một ví dụ điển hình về sự mất liên kết giữa một mong ước chính đáng và đời thực." Cô đã nói thêm rằng video/đĩa đơn là một bản nhạc khen ngợi những người phụ nữ trẻ không sợ hãi khi trở nên "quyền lực, có hướng đi rõ ràng, thông minh và gợi cảm" và hầu hết mọi phụ nữ sẽ thấy một phần của mình trong nhạc của Knowles. Cô cuối cùng kết luận rằng: "Khi Beyoncé hát về những cô gái cai trị thế giới cùng vũ đạo mang hơi hướng Châu Phi với điệu nhảy xoay hông, đó đã nhắc nhở tất cả những người phụ nữ có thể cai trị thứ chết tiệt này và vẫn có thể lắc ngực, xoay hông và có thể cho mọi người thấy một con người mới (với sự gợi cảm) ở bạn. Video của Beyoncé chính là một dấu hiệu nữa cho rằng phụ nữ cần một bước chuyển mới trong cuộc sống. Trong lịch sử, ta có ba lần nổi dậy của phụ nữ, liệu lần thứ tư đã đến chăng?" Maura Johnston từ The Village Voice đồng thời cũng dành cho video một nhận xét tích cực khi cho rằng video này của Knowles này khác hẳn những video cũ như "Single Ladies (Put a Ring on It)", "Diva" và "Crazy in Love" cùng nhận xét "Run the World (Girls)" là "một vấn đề đáng quan tâm hiện nay [...] cùng một sức mạnh của vũ đạo (được thực hiện rất tốt)."
Ngược lại, video nhận được chỉ một phản hồi tiêu cực từ Nina Shen Rastogi của Slate, cô cho rằng "trong thời điểm này đang có rất nhiều chiến dịch đang diễn ra, lời nhắn chính trị trong video (dường như chỉ là 'trang phục dữ tợn và điệu nhảy điên cuồng = sức mạnh') dường như khá ít. Cuối cùng, video này chỉ thu hút tôi chỉ vì bài hát của nó.".

## Trình diễn trực tiếp

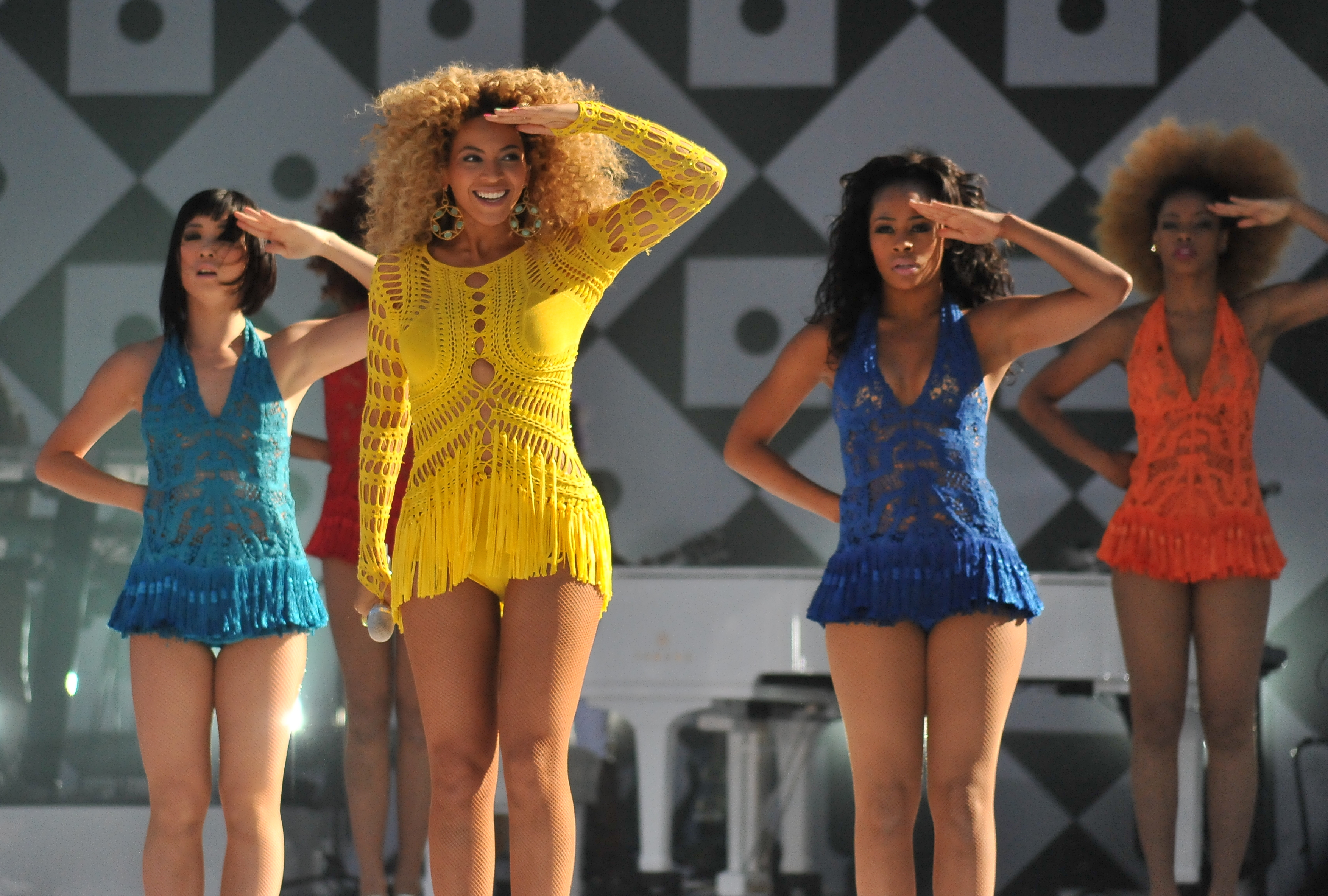
Beyoncé biểu diễn "Run the World (Girls)" trên Good Morning America.

Knowles lần đầu tiên trình diễn trực tiếp "Run the World (Girls)" vào ngày 17 tháng 5 năm 2011 tại buổi lễ chia tay chương trình The Oprah Winfrey Show với mùa 25 và cũng là mùa cuối cùng của chương trình - Surprise Oprah! A Farewell Spectacular tại Trung tâm United ở Chicago. Cô mặc một bộ tuxedo cách tân với một đôi giày màu đỏ, cùng 40 nữ vũ công trình diễn trên sân khấu. Chương trình này còn gồm những nghệ sĩ nổi tiếng như Madonna, Tom Hanks, John Legend, Dakota Fanning, Tom Cruise cùng vợ là diễn viên Katie Holmes. Knowles thay đổi đôi chút lời nhạc của bài hát nhằm dành tặng cho Oprah Winfrey là: "Oprah, sự tin tưởng của cô có thể dựng xây một thế giới mới". Trong khi hát, những khán giả ở dưới đã cùng nhau cầm những cây đèn dạ quang màu xanh ủng hộ cô, còn những nghệ sĩ được mời đến thì vui vẻ nhảy theo bài hát. Theo tờ Chicago Tribune, Knowles là nghệ sĩ có tiết mục được ủng hộ nhất trong chương trình.
Tiếp đó, Knowles đã trình diễn "Run the World (Girls)" cùng đoàn vũ công nữ tương tự trong video ca nhạc của bài hát tại giải thưởng Billboard Music Awards năm 2011 được tổ chức tại MGM Grand Garden Arena ở Las Vegas vào ngày 22 tháng 5 năm 2011. Đây là lần đầu tiên cô trình diễn bài hát này trên sóng truyền hình. Màn trình diễn này được đầu tư rất công phu với nhiều hiệu ứng đẹp mắt được trình chiếu trên một tấm bảng sau Knowles trên sân khấu. Hiệu ứng này bắt đầu với cảnh một con hổ trắng đen tan ra thành hình ảnh của Beyoncé. Ánh sáng rọi vào cô với bộ trang phục "mạng nhện" gợi cảm. Cô bắt đầu xuất hiện cùng hai đôi cánh cùng một đội quân nữ hoạt họa đằng sau. Khi cô bắt đầu nhảy ở đoạn đầu bài hát, những tia sáng màu sắc xuất hiện dưới chân và tay từng bước cô nhảy. Sau đó, cô lấy tay chụp lấy hai cây dùi trống ảo rơi xuống trên cao và đánh những chiếc trống ảo được chiếu lên người cô. Cuối cùng là sự xuất hiện của 100 nữ vũ công cùng cô trình diễn trên sân khấu của "Run the World (Girls)". Knowles nhận được rất nhiều lời ủng hộ từ những người nổi tiếng và những người hâm mộ của mình. Dù vậy, trong ngày hôm sau, một vài người đã phát hiện màn trình diễn có rất nhiều chi tiết khá giống màn trình diễn của ngôi sao nhạc Pop Ý Lorella Cuccarini vào tháng 2 năm 2010 tại Sanremo Music Festival lần thứ 60 ở Ý. Kenzo Digital, người đã dành hơn một tháng để thực hiện những hiệu ứng cho màn trình diễn của Beyoncé đã thổ lộ với Yahoo! News rằng phần của Lorealla chỉ là một vài cảnh xuất hiện trong buổi diễn của Knowles: "[Lorella Cuccarini] thật sự rất tuyệt vời và màn trình diễn của cô rất ấn tượng, nhưng có rất nhiều điểm khác biệt giữa hai màn trình diễn này [...] Cả hai đều trình diễn chung với một tấm bảng trắng, đều lấy ý tưởng từ video của những năm 1980. Không có gì mới mẻ ở đây cả, kể cả việc sử dụng công nghệ kĩ thuật mới. Nó chỉ là một tuyệt phẩm, một công cụ để kể chuyện và giúp màn trình diễn của Beyoncé trở nên tuyệt vời." Knowles sau đó cũng đã lên tiếng về vụ việc này, cô phát biểu rằng cô đã xem màn trình diễn của Cuccarini trên mạng trước đó và đã lấy cảm hứng từ màn trình diễn này: "Thợ trang điểm của tôi đã cho tôi xem màn biểu diễn của Lorella Cuccarini khoảng một năm trước, nó mang đến cho tôi rất nhiều cảm hứng. Sau đó tôi đã gặp những người thực hiện màn trình diễn của cô ấy. Nội dung và kĩ thuật của họ thật chuyên nghiệp. Cảm ơn Chúa, nhờ YouTube hoặc một người nào đó đã phát hiện ra cảm hứng của màn trình diễn của tôi. Tôi chưa bao giờ làm việc cực lực như thế này trong buổi diễn của tôi tại giải thưởng Billboard Awards."

## Các phương tiện truyền thông và phiên bản của Heather Morris
Knowles đã thu âm trước một tin nhắn gửi đến các nhà du hành vũ trụ của phi vụ cuối cùng từ Tàu con thoi Atlantis Hoa Kỳ vào ngày 16 tháng 7 năm 2011. Với "Run the World (Girls)" bật ở trong phần nhạc nền, Knowles đã phát biểu: "Chào buổi sáng Atlantis. Đây là Beyoncé. Sandy, Chris, Doug, và Rex, các bạn đã truyền cảm hứng cho tất cả chúng tôi để liều lĩnh sống trong giấc mơ-để biết rằng ta đủ thông minh và đủ mạnh mẽ để đạt được điều này. Bài hát đặc biệt được gửi đến cô gái của tôi Sandy và tất cả những người phụ nữ, người đã đưa chúng ta đến vũ trụ cùng họ, và những cô gái, những nhà thám hiểm tương lại của chúng ta."
"Run the World (Girls)" sau đã được sử dụng trong video quảng bá cho nhãn hiệu nước hoa của Knowles, Pulse (2011). Phát hành vào ngày 18 tháng 8 năm 2011, với thời lượng 15 giây, đạo diễn bởi Jake Nava, chiếu cảnh Knowles đang mặc một chiếc váy kim loại và bước đi ra khỏi những thanh đèn trong khi nền nhạc đang bật phiên bản không lời của bài hát.
Một vũ công đã từng làm việc với Knowles, Heather Morris, đã trình diễn lại "Run the World (Girls)" cho chương trình truyền hình Mỹ Glee, trong tập phim "Asian F", được trình chiếu ngày 4 tháng 10, 2011. Morris đã nhảy và hát bài hát trong khi cô đang mặc một váy cổ vũ bằng da. Amy Lee từ The Huffington Post gọi vũ đạo của Morris là "...tuyệt vời" và Kristen Dos Santos của E! News gọi phần trình diễn của Morris' là "...đòn tối hậu" và đó có lẽ là phần trình diễn xuất sắc nhất của Glee cho đến thời điểm này.

## Các định dạng và danh sách bài hát
- Tải kỹ thuật số[140]

1. "Run the World (Girls)" (Single Version) – 3:55

- Đĩa đơn phối khí kỹ thuật số[141]

1. "Run the World (Girls)" (Chris Lake Remix) – 6:24
2. "Run the World (Girls)" (Kito Remix) – 3:37
3. "Run the World (Girls)" (Billionaire Remix) – 5:19

## Tham gia thực hiện
Thông tin được lấy từ ghi chú album 4.
| - Afrojack – sáng tác - Diplo – sáng tác - Jordan "DJ Swivel" Young – thu âm - Serban Ghenea – hòa âm - John Hanes – kỹ thuật hòa âm - Beyoncé Knowles – giọng hát, sáng tác, đồng sản xuất | - The-Dream – sáng tác, sản xuất - Vybz Kartel – sáng tác - Phil Seaford – trợ lý hòa âm - Switch – sáng tác, sản xuất - Shea Taylor – đồng sản xuất - Pat Thrall – thu âm - Pete Wolford – trợ lý kỹ thuật hòa âm |

## Xếp hạng và chứng nhận
| Bảng xếp hạng (2011)                 | Vị trí cao nhất |
| ------------------------------------ | --------------- |
| Australian Singles Chart             | 10              |
| Australian Urban Singles Chart       | 4               |
| Belgian Singles Chart (Flanders)     | 14              |
| Belgian Singles Chart (Wallonia)     | 5               |
| Canadian Hot 100                     | 16              |
| Czech Airplay Chart                  | 43              |
| Danish Singles Chart                 | 27              |
| Dutch Top 40                         | 25              |
| French Singles Chart                 | 12              |
| French Airplay Chart                 | 13              |
| German Black Chart                   | 2               |
| Irish Singles Chart                  | 11              |
| Israeli Airplay Chart                | 4               |
| Italian Singles Chart                | 20              |
| Japan Hot 100                        | 6               |
| New Zealand Singles Chart            | 9               |
| Norwegian Singles Chart              | 9               |
| Polish Dance Chart (ZPAV)            | 43              |
| Scottish Singles Chart               | 9               |
| Slovak Airplay Chart                 | 29              |
| South Korea Gaon International Chart | 2               |
| Spanish Singles Chart                | 21              |
| Swiss Singles Chart                  | 22              |
| UK Singles Chart                     | 11              |
| UK R&B Chart                         | 5               |
| US Billboard Hot 100                 | 29              |
| US Hot Dance Club Songs              | 1               |
| US Hot R&B/Hip-Hop Songs             | 30              |
| US Pop Songs                         | 37              |

| Quốc gia    | Chứng nhận |
| ----------- | ---------- |
| Úc          | Bạch kim   |
| Canada      | Bạch kim   |
| New Zealand | Vàng       |
| Mỹ          | Vàng       |

| Bảng xếp hạng (2011)              | Vị trí |
| --------------------------------- | ------ |
| Australian Singles Chart          | 93     |
| Australian Urban Singles Chart    | 34     |
| Belgian Singles Chart (Flanders)  | 66     |
| Belgian Singles Chart (Wallonia)  | 64     |
| French Singles Chart              | 73     |
| Japan Hot 100                     | 41     |
| Netherlands (Mega Single Top 100) | 91     |
| South Korea International Chart   | 29     |
| US R&B/Hip-Hop Digital Songs      | 46     |
| US Hot Dance Club Songs           | 42     |

## Ngày phát thanh và lịch sử phát hành
| Quốc gia    | Ngày                | Định dạng                                      |
| ----------- | ------------------- | ---------------------------------------------- |
| Thế giới    | 21 tháng 4 năm 2011 | Tải kỹ thuật số                                |
| Úc          | 21 tháng 4 năm 2011 | Đài phát thanh hit đương đại                   |
| Mỹ          | 26 tháng 4 năm 2011 | Đài phát thanh hit đương đại                   |
| Mỹ          | 26 tháng 4 năm 2011 | Đài phát thanh đô thị                          |
| Mỹ          | 26 tháng 4 năm 2011 | Đài phát thanh đương đại cho thiếu niên đô thị |
| Úc          | 2 tháng 9 năm 2011  | EP kỹ thuật số                                 |
| New Zealand | 2 tháng 9 năm 2011  | EP kỹ thuật số                                 |
| Châu Âu     | 2 tháng 9 năm 2011  | EP kỹ thuật số                                 |
| Anh         | 2 tháng 9 năm 2011  | EP kỹ thuật số                                 |

## Liên kết
- Video ca nhạc chính thức trên YouTube